# Автоматическая локомотивная сигнализация

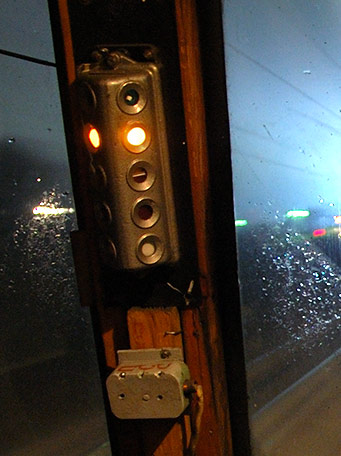
Желтый огонь на локомотивном светофоре электровоза ВЛ60^{ПК}

Автоматическая локомотивная сигнализация (АЛС) — система сигнализации на рельсовом транспорте, передающая сигнальные показания на пост управления подвижного состава (например, в кабину локомотива, моторвагонного поезда, дрезины и т. п.)
В состав системы АЛС входят напольные передающие устройства, приёмные и дешифрующие устройства на подвижном составе, а также устройства, согласующие работу АЛС с другими компонентами сигнализации и блокировки, индикаторы, датчики и исполнительные устройства на подвижном составе.
Различают АЛС непрерывного действия (АЛСН), при которой информация о сигнале светофора поступает непрерывно, и точечную (АЛСТ), когда информация на локомотив передаётся в момент прохода мимо сигнальной точки (так действует САУТ, дополняющая АЛСН). Существуют системы, где часть информации передаётся непрерывным способом, а часть — точечным. Приёмная аппаратура, как правило, объединённая с системой контроля бдительности машиниста и принудительной остановки поезда, и локомотивный светофор являются обязательными атрибутами практически любого локомотива, головного вагона или мотовоза, за исключением локомотивов промышленных предприятий, которым приём кода не требуется. Сигнальные точки автоблокировки могут как быть оборудованы светофорами, так и содержать только аппаратуру, в этом случае АЛСН именуется АЛСО — АЛС, используемая как самостоятельное средство сигнализации и связи. Проходных светофоров на перегонах при этом нет.

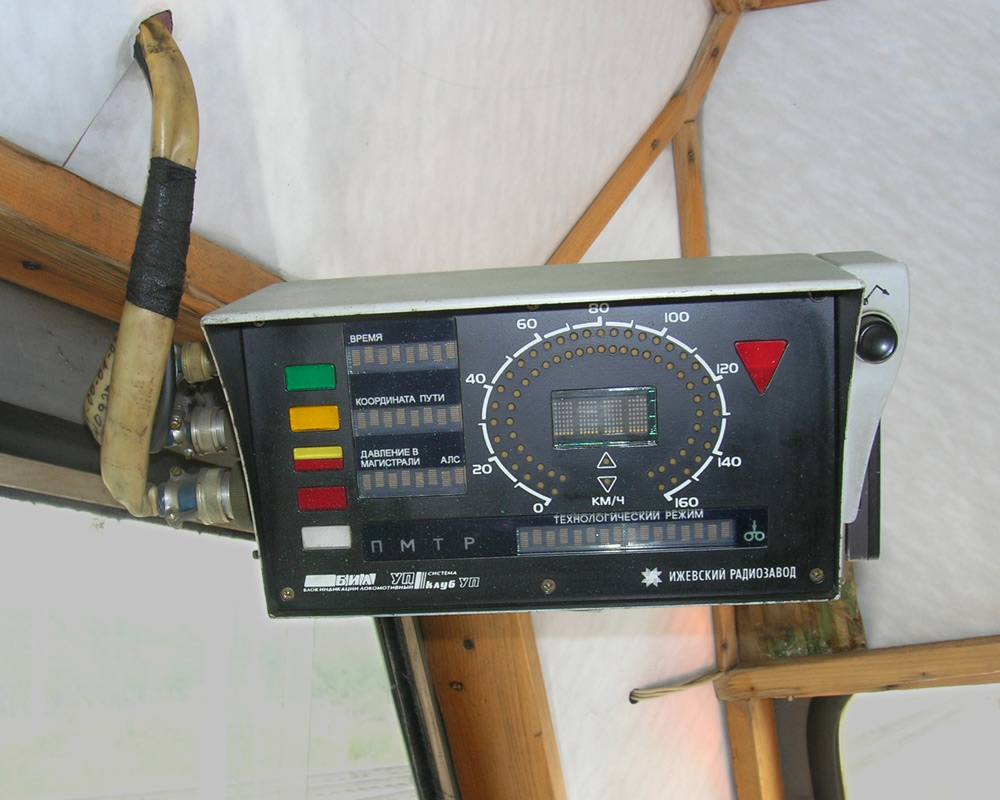
КЛУБ-УП на путейской автомотрисе

## Реализация АЛСН на железных дорогах России и стран бывшего СССР
Для кодирования сигнала могут применяться практически любые известные способы кодирования. Однако на железных дорогах России и странах бывшего СССР применяются два способа кодирования сигналов АЛСН: импульсный числовой, основанный на передаче серий (посылок) импульсов переменного тока (информацию несут число и длительность импульсов в посылке), и частотный, при котором непрерывно передаётся переменный ток определённой частоты (информацию несёт частота). На наземных железных дорогах применяется импульсное кодирование и для передачи дополнительной информации в некоторых системах частотное, в метрополитенах — только частотное. На скоростных железных дорогах применяется система АЛС-ЕН с двукратной фазоразностной модуляцией несущей частоты.
Передача сигнала идёт по рельсовой цепи. Сигнальный ток подаётся от передающего устройства к поезду по одной рельсовой нити, протекает через замыкающую рельсы между собой колёсную пару и возвращается к передающему устройству по другой рельсовой нити. При этом рельсы и колёсная пара образуют рамку с током, магнитное поле которой улавливается подвешенными перед первой колёсной парой на высоте 110—240 мм над рельсами приёмными катушками. На сортировочных горках, где перед локомотивом находятся вагоны, и поэтому нет возможности передать кодовый сигнал спереди (рельсовая цепь замыкается колёсными парами вагонов, и сигнальный ток не доходит до локомотива), применяется кодирование вслед — сигналы подаются сзади. В метрополитене при системе ДАУ (двустороннего кодирования) сигналы для надёжности подаются как спереди, так и вслед.
В редких случаях (короткие рельсовые плети, низкое сопротивление балластного слоя, при котором значительная часть сигнального тока протекает через балласт и не доходит до локомотива) сигнал может передаваться не по рельсам, а по специальному шлейфу, уложенному вдоль них.
В настоящее время[когда?] ведутся работы по разработке систем передачи сигналов светофора на локомотив с использованием средств радиосвязи (например, система АЛСР).

## Передача и расшифровка кодовых посылок

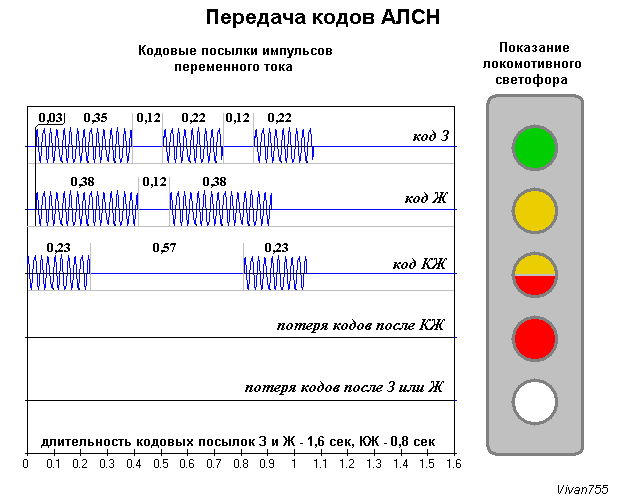
Кодирование сигналов АЛСН

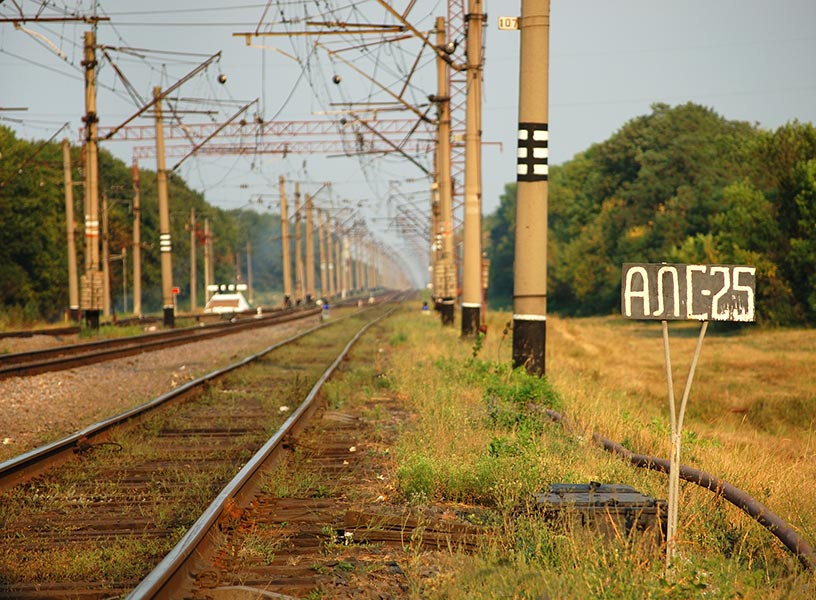
Табличка «АЛС-25», Харьковская область

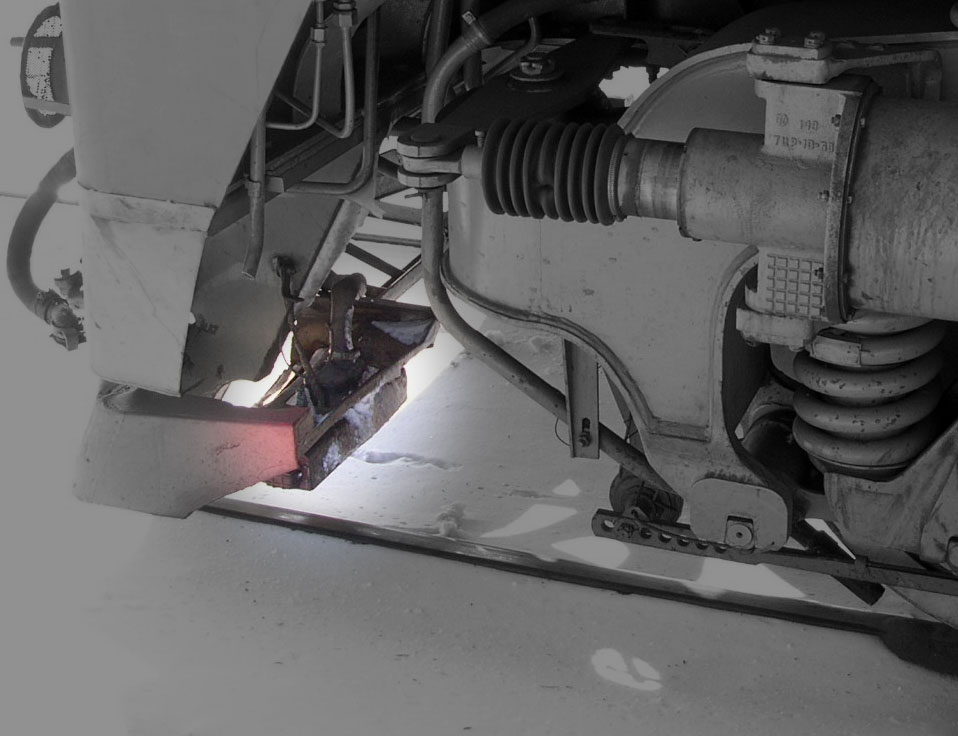
Приёмная катушка АЛСН, тепловоз ТЭП70

Локомотивная аппаратура АЛСН (сейчас повсеместно заменяемая на электронное комплексное локомотивное устройство безопасности КЛУБ-У, которое, однако, принципы приёма и индикации сигналов АЛСН имеет те же) содержит: приёмные катушки, фильтр, усилитель, дешифратор, а также локомотивный светофор и рукоятки бдительности. Фильтр, установленный на входе усилителя, пропускает только кодовый переменный ток, отсекая все прочие токи — наводки от радиосвязи, электрооборудования локомотива и т. п. Кодовый ток на неэлектрифицированных линиях и линиях постоянного тока 3 кВ имеет частоту несущей 50 Гц. На линиях же, электрифицированных переменным током напряжением 25 кВ и частотой 50 Гц, это недопустимо из-за влияния тягового тока на АЛСН, поэтому на таких линиях применяется кодовый ток с частотой несущей 25 Гц (на некоторых участках — 75 Гц), вырабатываемый установленным на сигнальной точке преобразователем. Локомотивы, которые могут выезжать на участки с разными частотами кодового тока (тепловозы, электровозы двойного питания ВЛ82М), оборудуются тумблерами для переключения частоты фильтра — 25/50 Гц, а на границах этих участков устанавливаются сигнальные знаки «АЛС-50» и «АЛС-25» или, например, щиты, с одной стороны которых написано «25», с другой — «50».
Формирует кодовые комбинации специальное устройство на сигнальной точке — кодовый путевой трансмиттер. Обычный трансмиттер КПТШ (штепсельный) состоит из асинхронного электродвигателя с редуктором, вращающего кулачковый вал, и контактов, замыкаемых этим валом. В зависимости от того, какой код должна передать сигнальная точка, переменный ток подаётся на те или иные контакты КПТШ, а с них поступает в рельсовую цепь. Контакты «З» замыкаются три раза примерно на 0,3 сек с интервалами между замыканиями 0,12 сек (малыми интервалами), после чего следует интервал 0,57-0,8 сек (большой интервал) и кодовая комбинация передаётся снова. Так передаётся кодовая комбинация, соответствующая зелёному огню на путевом светофоре.
Кодовая комбинация, соответствующая жёлтому огню, создаётся контактами «Ж» и состоит из двух импульсов, кодовая комбинация «КЖ», передаваемая при красном огне на путевом светофоре — из одного. Длительность импульсов незначительно меняется в зависимости от типа КПТШ, их типы всегда различны на смежных блок-участках и смена длительности импульсов — признак, по которому КЛУБ-У определяет смену блок-участков. Существуют также электронные трансмиттеры и другие устройства, передающие точно такие же кодовые сигналы. Точные данные для одного из наиболее распространённых трансмиттеров (КПТШ-5) указаны на рисунке «Кодирование сигналов АЛСН».
Дешифратор расшифровывает кодовые комбинации, формирует сигналы локомотивного светофора, контролирует отключение ЭПК при нарушении безопасности движения. Существует две основные модификации прибора: релейный дешифратор ДКСВ-1 и микропроцессорный дешифратор ДКСВ-М, который работает с частотами 25 Гц, 50 Гц, 75 Гц и не требует периодической проверки реле.
При приёме кодовой комбинации «КЖ» на локомотивном светофоре горит соответствующий красно-жёлтый огонь. Если кодовый сигнал АЛСН теряется (перестает приниматься) после приёма кодовой комбинации «КЖ», то на локомотивном светофоре загорается красный огонь — считается, что локомотив проехал красный огонь светофора и въехал на рельсовую цепь, которая ещё зашунтирована идущим впереди поездом. При потере кодового сигнала в случае горения огня «З» или «Ж» на локомотивном светофоре загорается белый огонь. Обычно это означает, что поезд вышел на некодируемый путь, либо сообщает о какой-либо неисправности (неисправность сигнальной точки, обрыв рельсовой цепи) или внезапном загорании красного огня на впереди стоящем светофоре. Если впереди находится заградительный светофор переезда или иного опасного места, то появление белого огня требует немедленной остановки.
На участках Санкт-Петербург — Москва и Санкт-Петербург — Бусловская Октябрьской железной дороги совместно с АЛСН применяется система АЛС-ЕН, в которой используется двукратная фазоразностная модуляция сигнала и модифицированный код Бауэра (код Вековищева). В отличие от классической АЛСН, АЛС-ЕН контролирует свободность до пяти блок-участков впереди поезда, что необходимо для обеспечения скоростного движения на данном участке.
Как в системе АЛСН, в АЛС-ЕН кодированный сигнал на локомотив передаётся по рельсовой цепи.

## Контроль бдительности машиниста и скорости движения

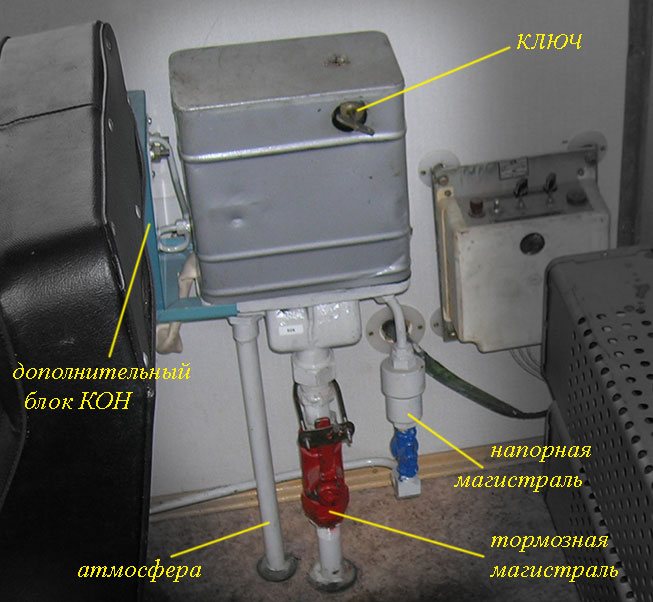
Клапан автостопа ЭПК-150Е, ВЛ10^{К}

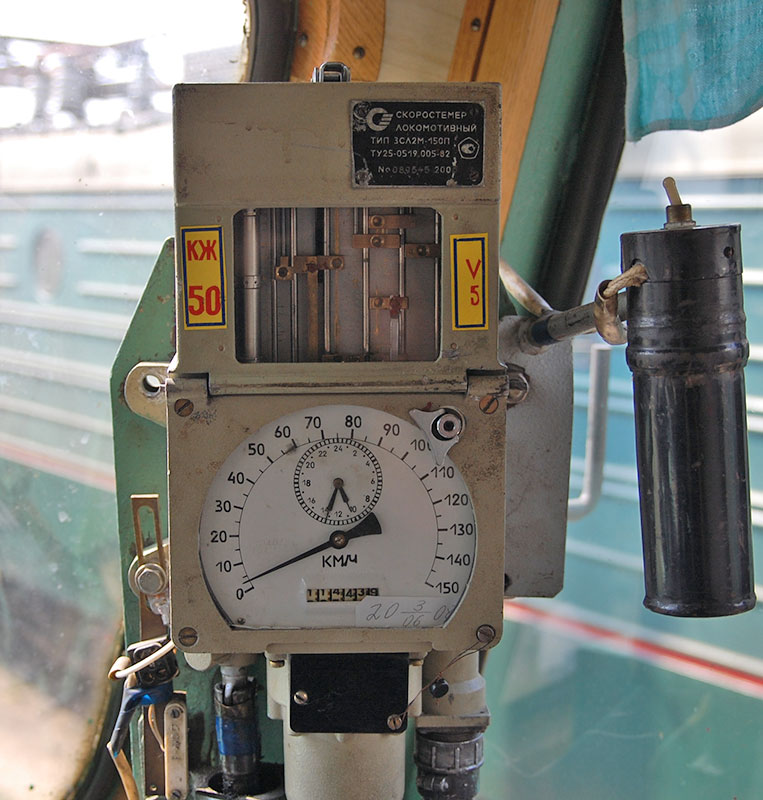
Скоростемер 3СЛ-2М со скоростью на КЖ=50 км/ч, что отмечено на корпусе

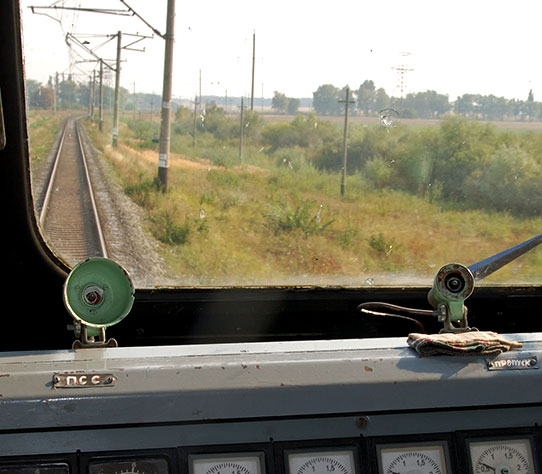
Лампы ПСС, ЧС8-001

Классическая система контроля бдительности и экстренного торможения, входящая в состав локомотивного дешифратора АЛСН, действует следующим образом. В кабине установлен электропневматический клапан автостопа ЭПК-150. При нормальной работе АЛСН подаёт питание на его электромагнит. При необходимости проверить бдительность машиниста питание снимается, из камеры выдержки времени ЭПК начинает через специальный свисток выходить воздух. Свисток служит сигналом проверки бдительности. Чтобы прекратить свисток, машинист должен нажать рукоятку бдительности РБ, при этом восстанавливается питание электромагнита ЭПК, камера выдержки времени вновь наполняется воздухом. Как только из камеры выдержки времени выйдет воздух, на что требуется 6-8 сек, давление этого воздуха уже не может удержать срывной клапан ЭПК — срывной клапан открывается, выпуская воздух из тормозной магистрали, что вызывает экстренное торможение. Непосредственно перед началом автостопного торможения размыкается контакт в цепи питания электромагнита ЭПК и при нажатии РБ питание ЭПК уже не восстанавливается.
При приёме кодовой комбинации «З» бдительность не проверяется, а скорость практически не ограничивается (или ограничивается на уровне установленной скорости или несколько выше). При любой смене сигнала локомотивного светофора на менее разрешающий происходит однократная проверка бдительности. При движении при приёме кодовой комбинации «Ж» осуществляется периодическая (через 15-20 с) проверка бдительности машиниста в случае, если скорость движения превышает контролируемую, обычно 60 км/ч. При приёме кодовой комбинации «КЖ» осуществляется периодическая проверка бдительности при любой скорости движения, а при скорости выше порога (60 км/ч) происходит безусловное экстренное торможение. Таким образом, фактически запрещено проезжать жёлтый сигнал со скоростью более 60 км/ч. При переключении локомотивного светофора на красный огонь (например, при проезде закрытого сигнала) также осуществляется периодическая проверка бдительности, а при превышении скорости 20 км/ч — безусловное экстренное торможение. Для контроля скоростей 20 и 60 км/ч используются сигналы, поступающие от механического скоростемера 3СЛ-2М, электронного скоростемера серии КПД-3П или иного прибора измерения скорости.
Данная система АЛСН, принятая на железных дорогах, не может обеспечивать приемлемый уровень безопасности движения без помощи человека (в случае, например, если машинист в сонном состоянии «механически» нажимает на кнопку бдительности, он может подвести поезд к закрытому сигналу на скорости 60 км/ч). Более современные системы контроля бдительности используют более сложные алгоритмы работы, отличающиеся использованием разных световых и звуковых сигналов для проверки бдительности, числом и расположением кнопок и рукояток подтверждения бдительности, но в целом выполняют ту же задачу и контролируют те же самые скорости.
Наиболее известная и распространённая из дополняющих АЛСН систем — УКБМ, устройство контроля бдительности машиниста. На пульте устанавливаются лампы ПСС (предварительной световой сигнализации). При необходимости проверки бдительности УКБМ зажигает лампы ПСС, которые можно погасить нажатием рукоятки бдительности. Звуковых сигналов при этом нет. Если ПСС не погашена в течение 5-8 секунд, то снимается питание с ЭПК, которое восстановить штатной рукояткой бдительности невозможно. Для прекращения свистка ЭПК нужно нажать верхнюю рукоятку бдительности, которую можно нажать, только встав с кресла.

## АЛС метрополитенов России и стран бывшего СССР

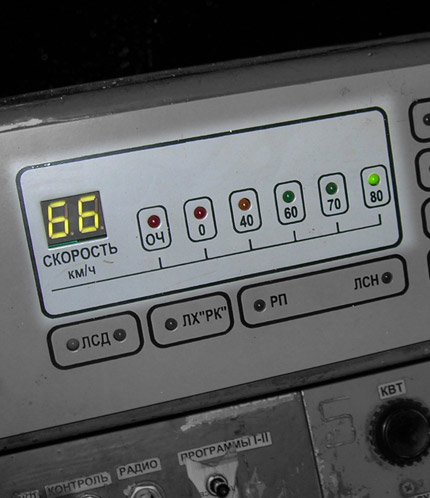
Панель АЛС-АРС вагона 81-717

Более защищёнными и совершенными являются различные системы АЛС-АРС, применяемые на метрополитенах бывшего СССР. В этих системах используется, как правило, частотный код и сравнительно большое число показаний, указывающих допустимую скорость на данном участке, а в некоторых вариантах — также и на следующем.
На сигнальной точке установлены датчик пути, вырабатывающий информацию о состоянии лежащего за ним пути, шифратор, в соответствии с этой информацией выбирающий частоту, и путевой генератор, вырабатывающий переменный ток нужной частоты. Этот переменный ток непрерывно подаётся в рельсовую цепь, принимается приёмными катушками и расшифровывается локомотивными приёмниками. Локомотивные приёмники передают информацию в сигнальный блок, который зажигает соответствующее табло с показанием максимальной скорости, сравнивает максимальную скорость с текущей и при необходимости отключает тяговые двигатели и производит торможение. Сигнал текущей скорости приходит из блока измерения скорости и также отображается на табло.
| Скорость, км/ч         | 80* | 70/75 | 60  | 40  | 0   | Дополн. | ОЧ                 |
| Частота, Гц            | 75  | 125   | 175 | 225 | 275 | 325     | отсутствие частоты |
| Условный номер частоты | 1   | 2     | 3   | 4   | 5   | 6       | нет                |

«*» — зависит от установленной скорости на линии и конструкционной скорости вагона

## Перспективы
В настоящее время на сети железных дорог России повсеместно распространена система АЛСН, которая из-за ограниченных функциональных возможностей непригодна для участков со скоростным движением. Более совершенная система АЛС-ЕН по ряду причин не получила распространения (исключение — скоростной участок Москва — Санкт-Петербург).
Существуют также системы, передающие локомотивной автоматике информацию о расстоянии до следующего сигнала для обеспечения прицельного торможения поезда перед закрытым сигналом. Самая распространённая из таких систем — система автоматического управления торможением САУТ.
На сегодняшний день определённая часть локомотивов и ССПС уже оборудованы перспективным комплексным локомотивным устройством безопасности КЛУБ (существуют его различные модификации: КЛУБ, КЛУБ-П, КЛУБ-У, КЛУБ-УП — последняя предназначена для установки на ССПС (Специальный самоходный подвижной состав) и потому рассчитана на напряжение 24 В), которое реализует функции АЛС и АЛС-ЕН на локомотиве.